# Eccellenza Emilia-Romagna 1998-1999
Il campionato italiano di calcio di Eccellenza regionale 1998-1999 è stato l'ottavo organizzato in Italia. Rappresenta il sesto livello del calcio italiano.
Questo è il campionato regionale della regione Emilia-Romagna.

## Girone A

### Squadre partecipanti
| Squadra                | Città (provincia)     |
| ---------------------- | --------------------- |
| G.S. Bagnolese         | Bagnolo in Piano (RE) |
| Pol. Castellarano      | Castellarano (RE)     |
| Centese Calcio         | Cento (FE)            |
| A.C. Colorno           | Colorno (PR)          |
| U.S. Correggese        | Correggio (RE)        |
| U.S. Corticella        | Bologna (BO)          |
| A.C. Crevalcore        | Crevalcore (BO)       |
| G.S. Felino Real Sala  | Felino (PR)           |
| A.C. Fiorano           | Fiorano Modenese (MO) |
| A.C. Formigine         | Formigine (MO)        |
| Maranello Sportiva     | Maranello (MO)        |
| A.P.C. Scandiano       | Scandiano (RE)        |
| A.S. Termolan Bibbiano | Bibbiano (RE)         |
| A.C. Traversetolo      | Traversetolo (PR)     |
| U.C. Viadana           | Viadana (MN)          |
| U.S. Vignolese         | Vignola (MO)          |

### Classifica finale
|  | Pos. | Squadra            | Pt | G  | V  | N  | P  | GF | GS | DR  |
|  | ---- | ------------------ | -- | -- | -- | -- | -- | -- | -- | --- |
|  | 1.   | Bagnolese          | 59 | 30 | 17 | 8  | 5  | 53 | 26 | +27 |
|  | 2.   | Fiorano            | 53 | 30 | 15 | 8  | 7  | 37 | 23 | +14 |
|  | 3.   | Corticella         | 49 | 30 | 14 | 7  | 9  | 43 | 32 | +11 |
|  | 4.   | Centese            | 49 | 30 | 14 | 7  | 9  | 39 | 29 | +10 |
|  | 5.   | Castellarano       | 44 | 30 | 10 | 14 | 6  | 44 | 34 | +10 |
|  | 6.   | Termolan Bibbiano  | 44 | 30 | 13 | 5  | 12 | 37 | 36 | +1  |
|  | 7.   | Colorno            | 43 | 30 | 11 | 10 | 9  | 40 | 33 | +7  |
|  | 8.   | Correggese         | 42 | 30 | 10 | 12 | 8  | 39 | 33 | +6  |
|  | 9.   | Viadana            | 42 | 30 | 11 | 9  | 10 | 43 | 38 | +5  |
|  | 10.  | Crevalcore         | 40 | 30 | 10 | 10 | 10 | 35 | 35 | 0   |
|  | 11.  | Maranello Sportiva | 39 | 30 | 10 | 9  | 11 | 36 | 41 | -5  |
|  | 12.  | Traversetolo       | 37 | 30 | 10 | 7  | 13 | 35 | 42 | -7  |
|  | 13.  | Formigine          | 34 | 30 | 9  | 7  | 14 | 28 | 36 | -8  |
|  | 14.  | Scandiano          | 31 | 30 | 6  | 13 | 11 | 32 | 46 | -14 |
|  | 15.  | Vignolese          | 22 | 30 | 4  | 10 | 16 | 26 | 51 | -25 |
|  | 16.  | Felino Real Sala   | 20 | 30 | 4  | 8  | 18 | 37 | 69 | -32 |

## Girone B

### Squadre partecipanti
| Squadra                   | Città (provincia)           |
| ------------------------- | --------------------------- |
| S.P. Argentana Capca      | Argenta (FE)                |
| A.S.A.R. Riccione         | Riccione (RN)               |
| A.C. Bellaria Igea Marina | Bellaria (RN)               |
| A.C. Boca Granarolo       | Bologna (BO)                |
| F.C. Casumaro             | Casumaro (FE)               |
| A.C. Cervia               | Cervia (RA)                 |
| Cocif Longiano            | Longiano (FC)               |
| A.C. Massalombarda        | Massa Lombarda (RA)         |
| S.C. Medicina             | Medicina (BO)               |
| A.C. Mezzolara            | Budrio (BO)                 |
| Pol. Ozzanese             | Ozzano Emilia (BO)          |
| Pianorese Calcio          | Pianoro (BO)                |
| A.S. Real Misano          | Misano Adriatico (RN)       |
| S.S. Savignanese          | Savignano sul Rubicone (FC) |
| A.C. Sporting Forlì       | Forlì (FC)                  |
| A.C. Romplast Voltana     | Voltana (RA)                |

### Classifica finale
|  | Pos. | Squadra              | Pt | G  | V  | N  | P  | GF | GS | DR  |
|  | ---- | -------------------- | -- | -- | -- | -- | -- | -- | -- | --- |
|  | 1.   | Bellaria Igea Marina | 60 | 30 | 17 | 9  | 4  | 49 | 22 | +27 |
|  | 2.   | Bo.Ca. Granarolo     | 54 | 30 | 14 | 12 | 4  | 37 | 24 | +13 |
|  | 3.   | Massalombarda        | 48 | 30 | 13 | 9  | 8  | 36 | 26 | +10 |
|  | 4.   | Casumaro             | 47 | 30 | 14 | 5  | 11 | 31 | 27 | +4  |
|  | 5.   | Cocif Longiano       | 42 | 30 | 10 | 12 | 8  | 38 | 36 | +2  |
|  | 6.   | Cervia               | 41 | 30 | 10 | 11 | 9  | 34 | 28 | +6  |
|  | 7.   | Mezzolara            | 41 | 30 | 10 | 11 | 9  | 27 | 24 | +3  |
|  | 8.   | Ozzanese             | 39 | 30 | 10 | 9  | 11 | 37 | 40 | -3  |
|  | 9.   | Romplast Voltana     | 37 | 30 | 9  | 10 | 11 | 43 | 39 | +4  |
|  | 10.  | A.S.A.R. Riccione    | 36 | 30 | 9  | 9  | 12 | 30 | 33 | -3  |
|  | 11.  | Argentana Capca      | 36 | 30 | 9  | 9  | 12 | 27 | 31 | -4  |
|  | 12.  | Pianorese            | 35 | 30 | 8  | 11 | 11 | 30 | 46 | -16 |
|  | 13.  | Real Misano          | 34 | 30 | 8  | 10 | 12 | 31 | 34 | -3  |
|  | 14.  | Savignanese          | 33 | 30 | 8  | 9  | 13 | 34 | 45 | -11 |
|  | 15.  | Medicina             | 23 | 30 | 7  | 12 | 11 | 31 | 45 | -14 |
|  | 16.  | Sporting Forlì       | 27 | 30 | 7  | 6  | 17 | 24 | 39 | -15 |